# Lago Niuk

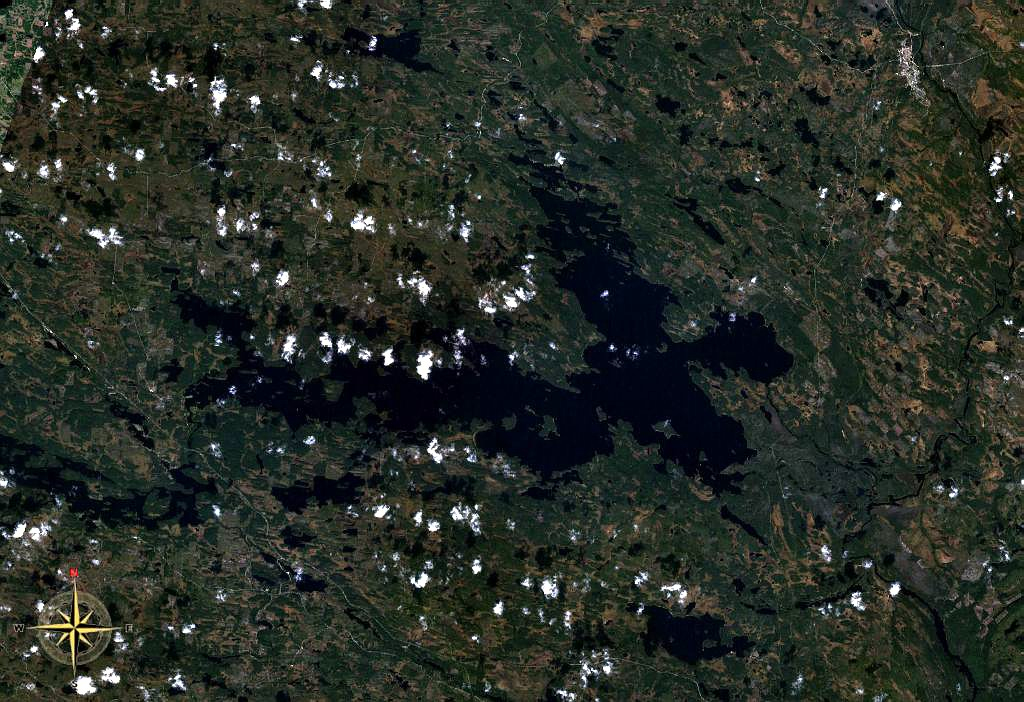
Vista satélite del Nyukozero

El Niuk (en ruso: Нюк, en finés y carelio: Nuokkijärvi) es un lago de agua dulce ubicado en la república de Carelia, Rusia. Comprende un área de entre 214 a 230 km² y tiene una profundidad de 40 metros.
El lago forma parte de la cuenca del río Kem.
La principal fuente de ingresos que proporciona en las zonas de alrededor es la pesca debido a la variedad de especies de pescado blanco.